# Edgar F. Codd
Edgar Frank „Ted“ Codd (* 19. August 1923 auf der Isle of Portland, Dorset, England; † 18. April 2003 auf Williams Island, Florida) war ein britischer Mathematiker und Datenbanktheoretiker.

## Leben
Codd war das jüngste von sieben Kindern eines Lederers und einer Lehrerin. Er studierte am Exeter College der Universität Oxford Mathematik und Chemie. Im Zweiten Weltkrieg war er bei der Royal Air Force und erhielt in den USA Flugunterricht. 1948 siedelte er in diese über. Er war kurz Lehrbeauftragter für Mathematik an der University of Tennessee und arbeitete ab 1949 als mathematischer Programmierer in der New Yorker Zentrale von IBM, wo er zunächst für den Selective Sequence Electronic Calculator programmierte und dann das Multitasking-Konzept für den IBM 7030 Stretch entwickelte. Er promovierte 1965 mit einem IBM-Stipendium an der University of Michigan und wechselte 1967 an das IBM Almaden Research Center in San José.
Codd schuf in den 1960er und 1970er Jahren das relationale Modell, das die Grundlage der relationalen Datenbanken ist, die bis heute einen Standard der Datenbanktechnik darstellen. Dabei war er wesentlich beteiligt an der Entwicklung des Systems R. Es ist (neben Ingres) der erste Prototyp eines relationalen Datenbankmanagementsystems und verwendete die Abfragesprache SEQUEL (Structured English Query Language), aus der die SQL-Abfragesprache hervorging. Auf System R basieren auch die späteren IBM-Produkte SQL/DS und Db2 sowie die Datenbank Oracle.
Mit Raymond F. Boyce entwickelte Codd auch die Boyce-Codd-Normalform. Er formulierte auch zwölf Evaluierungsregeln als Anforderungsliste an ein Online-Analytical-Processing-System (OLAP).
1984 zog sich Codd von IBM zurück, und gründete mit Chris J. Date die Codd and Date Consulting Group, in der er bis 1999 als Berater tätig war.
Für seine fortwährenden Arbeiten auf dem Gebiet der Datenbanken erhielt Codd 1981 den Turing Award, der als höchste Auszeichnung in der Informatik gilt. 1974 wurde er Fellow der British Computer Society, 1976 IBM Life Fellow. 1994 wählte man ihn in die American Academy of Arts and Sciences.
Codd war zweimal verheiratet und hatte vier Kinder.

## Schriften
- A Relational Model of Data for Large Shared Data Banks. (PDF; 1,40 MB) 1970.
- The relational model for database management, version 2. Addison-Wesley Publishing Company, 1990, ISBN 0-201-14192-2.